# San Pedro Ixcatlán
San Pedro Ixcatlán es una localidad del estado mexicano de Oaxaca. Es cabecera del municipio de San Pedro Ixcatlán.

## Demografía
| Censo | Población |
| ----- | --------- |
| 1900  | 3 648     |
| 1910  | 4 217     |
| 1921  | 4 693     |
| 1930  | 4 073     |
| 1940  | 1 759     |
| 1950  | 2 820     |
| 1960  | 1 416     |
| 1970  | 1 594     |
| 1980  | 2 722     |
| 1990  | 2 739     |
| 1995  | 3 084     |
| 2000  | 3 104     |
| 2005  | 3 381     |
| 2010  | 3 504     |
| 2020  | 3 440     |